# Linouse Desravine
Linouse Desravine (Cabo Haitiano, 10 de febrero de 1991) es una deportista haitiana que compitió en judo. Ganó una medalla de plata en el Campeonato Panamericano de Judo de 2011 en la categoría de –52 kg.

## Palmarés internacional
| Campeonato Panamericano | Campeonato Panamericano | Campeonato Panamericano | Campeonato Panamericano |
| Año                     | Lugar                   | Medalla                 | Categoría               |
| ----------------------- | ----------------------- | ----------------------- | ----------------------- |
| 2011                    | Guadalajara (México)    | Medalla de plata        | –52 kg                  |